# Parco nazionale del fiume sotterraneo di Puerto Princesa
Il Parco nazionale del fiume sotterraneo di Puerto Princesa (tagalog: Pambansang Liwasang Ilog sa Ilalim ng Lupa ng Puerto Princesa) è un parco nazionale che si trova circa 50 chilometri a nord della città di Puerto Princesa, nella provincia di Palawan che si trova sull'isola omonima, nelle Filippine.
Dal 1999 il parco fa parte dell'elenco dei Patrimoni dell'umanità dell'UNESCO, mentre nel gennaio del 2012 è stato inserito fra le nuove sette meraviglie naturali del mondo.

## Geografia
Il parco si trova nella catena montuosa di San Paolo, sulla costa nord dell'isola, e dal 1992 è amministrato dalla città di Puerto Princesa.
Il parco è caratterizzato da un paesaggio carsico, calcareo, con un fiume sotterraneo navigabile per 4,5 chilometri della sua lunghezza. Il fiume attraversa una grotta prima di gettarsi direttamente nel Mar Cinese Meridionale. Nella grotta sono presenti in gran quantità stalattiti e stalagmiti, oltre ad alcune ampie camere. La parte terminale del fiume, che si crede essere il secondo fiume sotterraneo del mondo per lunghezza, è soggetto alle maree oceaniche.
L'area del parco è caratteristica per la grande varietà di forme viventi in un unico ambiente caratterizzato da ecosistemi che vanno da quello montuoso a quello marino: sull'isola trovano spazio anche alcune delle più importanti foreste pluviali dell'Asia Pacifica.

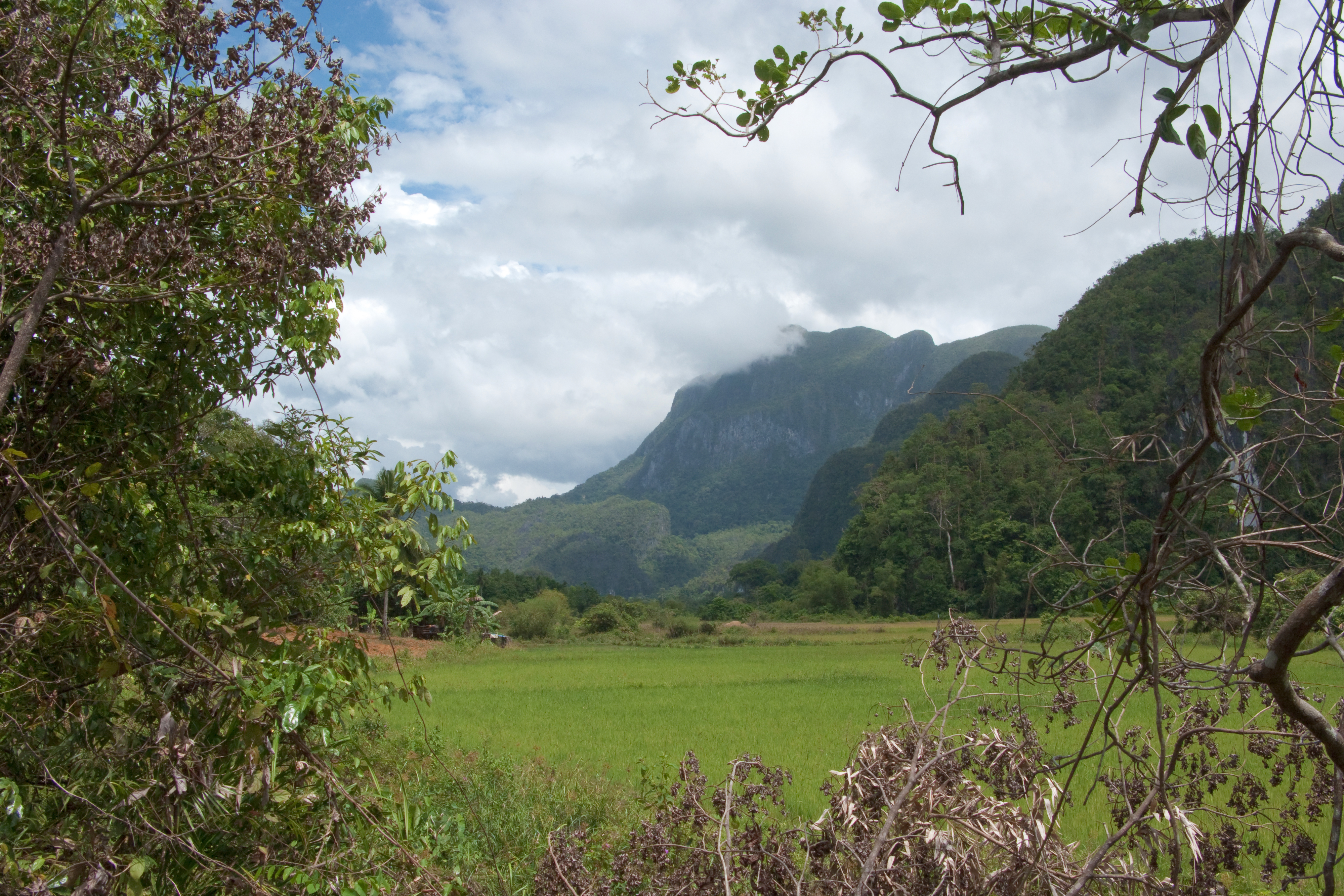
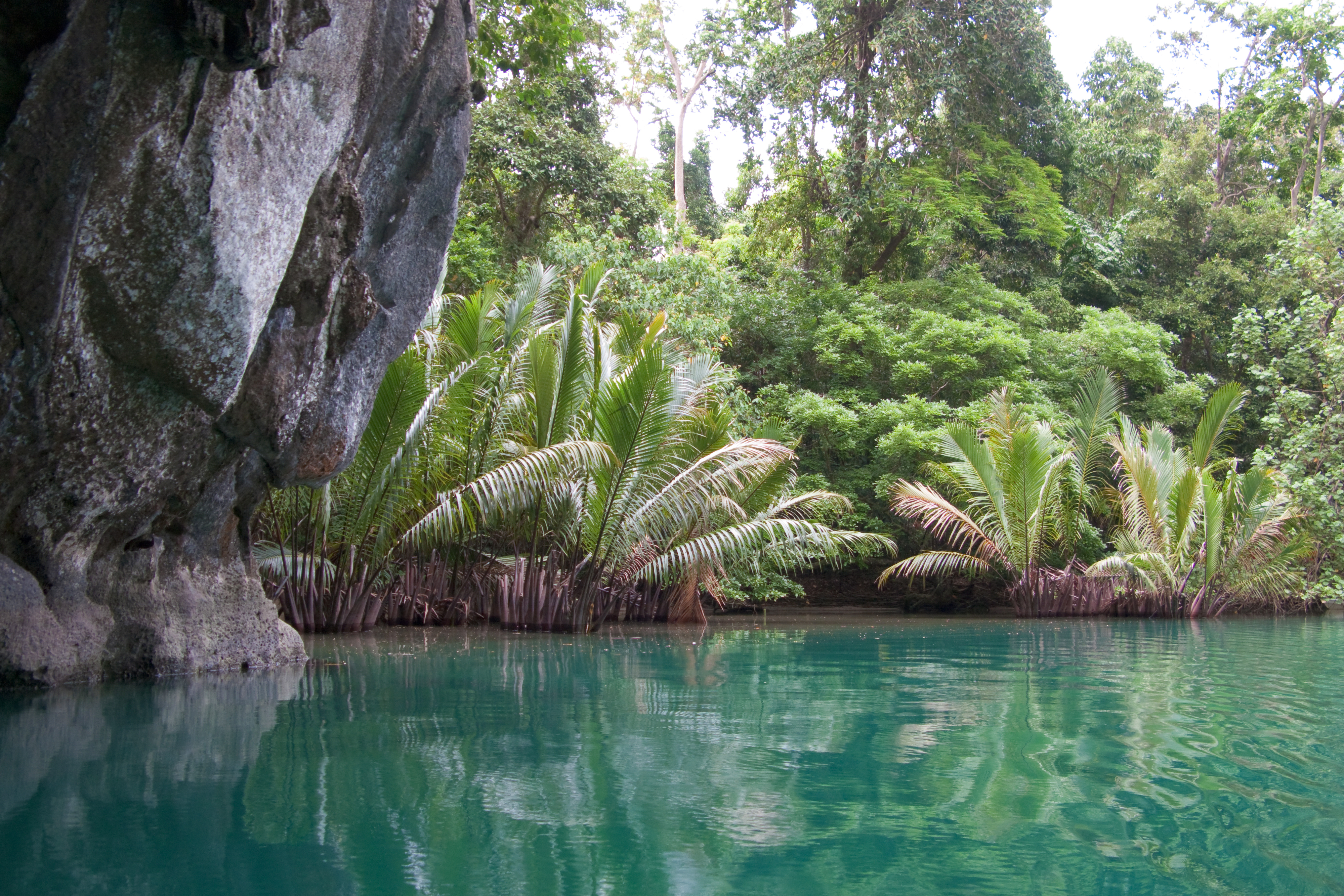
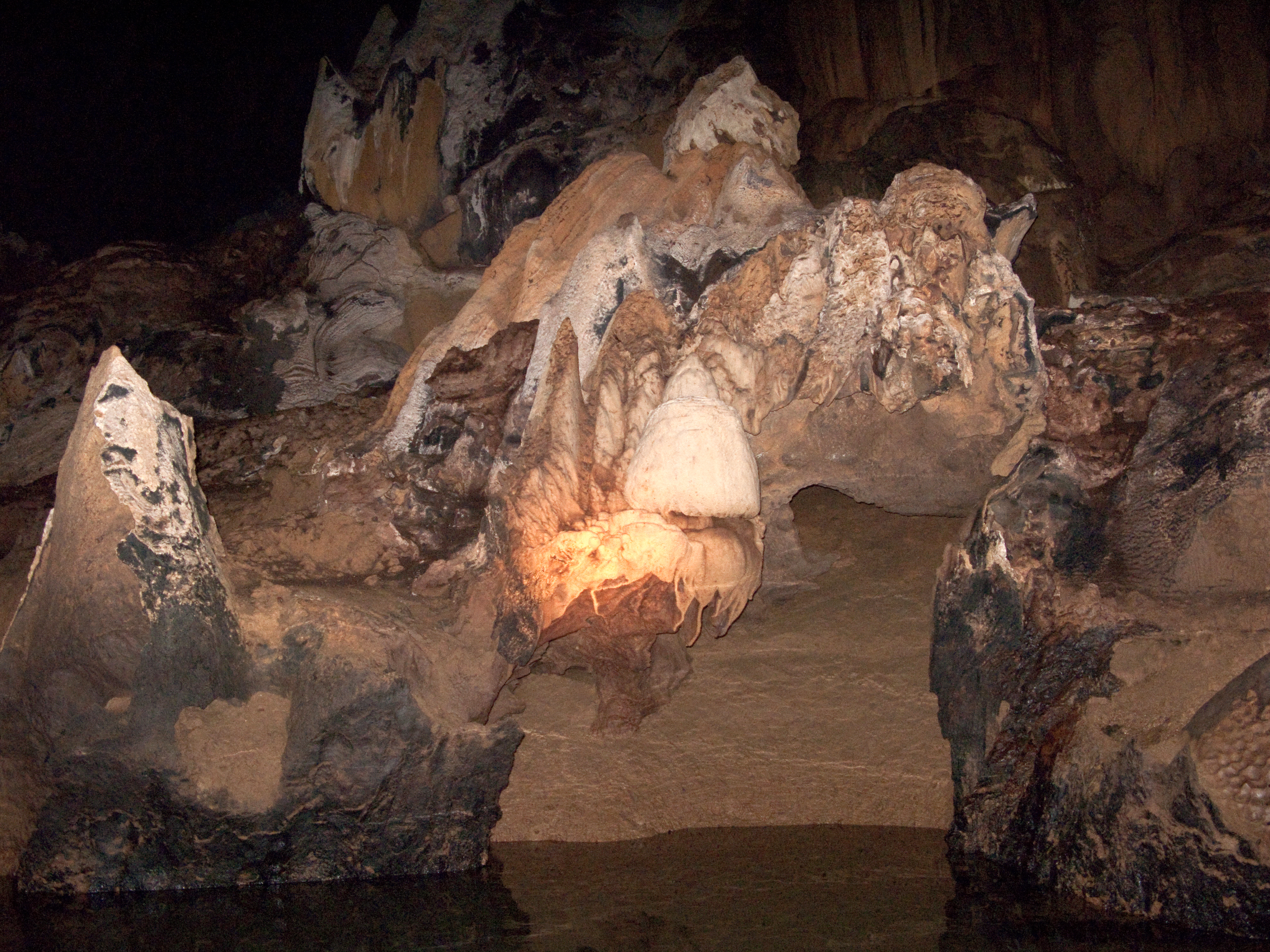
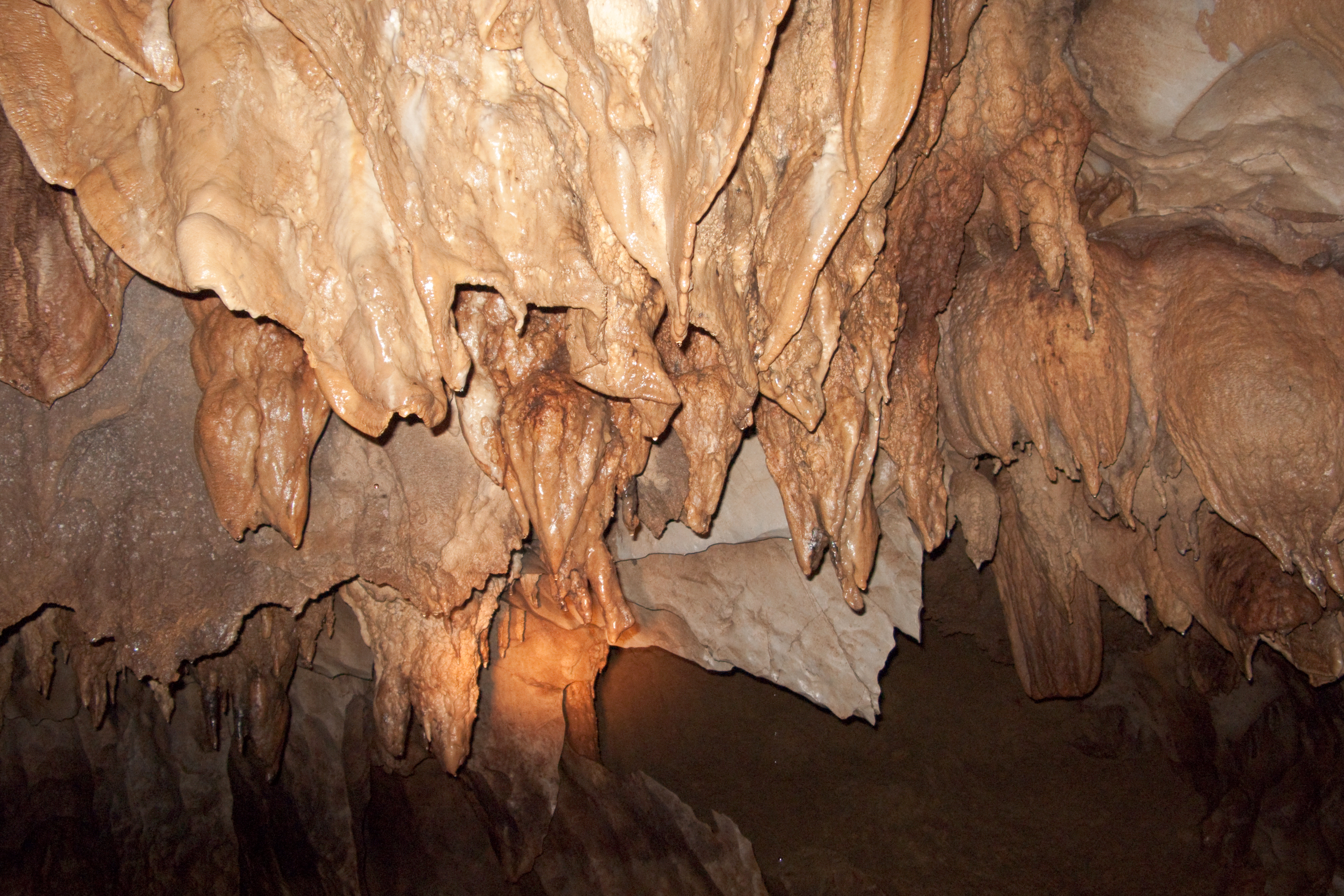

## Storia
Poco si sa della conoscenza del fiume sotterraneo da parte delle popolazioni locali nei tempi antichi ma è possibile che si tenessero ben lontane dal fiume e dalla sua grotta per il timore degli spiriti che potessero abitarne le viscere.
La prima notizia scritta relativa all'area del fiume ci viene tramandata dal professor Dean C. Worcester, professore in zoologia dell'università statunitense del Michigan e futuro Segretario degli Interni delle Filippine durante l'occupazione americana di quel Paese e che nel 1897 scrisse, durante un soggiorno sull'isola di Palawan, di avere sentito testimonianze di un "lago che si apriva sull'Oceano attraverso un fiume sotterraneo".
L'area, di 3 901 ettari, venne adibita a "parco" nel marzo del 1971 e nominata St. Paul Subterranean National Park con decreto dell'allora presidente Ferdinand Marcos; nel 1999 il parco, rinominato in Puerto Princesa Subterranean River National Park, venne ampliato per meglio proteggere l'ambiente circostante e la sua superficie venne portata a 22 202 ettari con decreto del presidente Joseph Estrada.